# Alf Aanning
Alf Lied Aanning (Ålesund, 1896. február 10. – Ålesund, 1948. február 8.) olimpiai ezüstérmes norvég tornász.
Ez első világháború után az 1920. évi nyári olimpiai játékokon, mint tornász versenyzett és szabadon választott gyakorlatokkal, csapat összetettben ezüstérmes lett.
Klubcsapata az Aalesunds Turnforening volt.